# Mangelia macra
Mangelia macra är en snäckart. Mangelia macra ingår i släktet Mangelia och familjen kägelsnäckor. Inga underarter finns listade i Catalogue of Life.